# Budova Městské knihovny (Praha)
Městská knihovna v Praze má svou ústřední budovu v Praze 1 na Starém Městě, na Mariánském náměstí č.p. 98/1. Novoklasicistní objekt postavený v letech 1924–1929 podle projektu Františka Roitha stále slouží svému původnímu účelu jako veřejná knihovna. Od roku 1964 je kulturní památkou.

## Historie
Městská knihovna v Praze zahájila činnost 1. července roku 1891, původně jako Veřejná obecní knihovna královského hlavního města Prahy, a krátce sídlila na Novém Městě v objektu bývalé svatováclavské trestnice na Zderaze. V letech 1894–1903 bylo její sídlo na rohu Spálené a Purkyňovy ulice (na místě, kde byl v letech 1927–1928 postaven Palác Purkyňova), a roku 1903 byla přestěhována na roh Platnéřské ulice a Mariánského náměstí na Starém Městě, kde stával empirový měšťanský dům čp. 98. Na základě rozhodnutí městské asanační komise o přestavbě této části Starého Města ale již čtyři měsíce po otevření dostala knihovna z budovy výpověď. Následovala dlouhá jednání o umístění knihovny, která se stále tísnila v budově určené k asanaci. Až v roce 1923 došlo k obratu, když se vedení Pražské  městské pojišťovny usneslo k 10. výročí vzniku samostatného Československa „vystavěti a městu darovati samostatnou budovu městské knihovny", a ke stavbě byl určen pozemek asanačního bloku, jehož částí bylo i dosavadní sídlo knihovny. K soutěži na budovu městské knihovny bylo vyzváno pět architektů: Antonín Ausobský, Bohumil Hübschmann, Pavel Janák, František  Roith a Josef Sakař. Vybrán a pověřen vypracováním definitivních plánů byl František Roith. 
Na dobu výstavby se kanceláře knihovny přemístily do činžovního domu na Alšově nábřeží 83/4, fond knihovny byl umístěn v Masarykově škole v Praze 7. Stavba začala v květnu 1925 a podílely se na ní firmy Václava Nekvasila a bratří Václava a Františka Kavalírů (původní sídlo bylo zbořeno a na jeho místě jsou dva podzemní přednáškové sály). 25. října 1928 byla budova slavnostně předána městu. Byla to první účelová knihovnická stavba v Československu, v té době jedna z nejmodernějších v Evropě, pojatá nejen jako knihovna se všemi potřebnými službami, ale i jako kulturní instituce s prostorami pro přednášky, koncerty a výstavy.
Dílčí přestavby proběhly v letech 1936–1937, 1939 (úprava sbírky starého umění, architekt Jan Sokol), 1958, 1963 (úprava hlediště velkého sálu), 1988–1989 (zastřešení dvora, Bohumil Fanta). V letech 1996–1998 byla provedena celková rekonstrukce.
Historie budovy je také spjata s osobností historika umění a sběratele Vincence Kramáře (v podloubí má pamětní desku); jím vedená obrazárna Společnosti vlasteneckých přátel umění tu byla přechodně umístěna. Později byla v budově sbírka moderního umění Národní galerie a od roku 1992 využívá prostory 2. patra Galerie hlavního města Prahy.
Budova je rovněž spojena s moderním evropským loutkářstvím (do divadelního prostoru Říše loutek je boční vstup v Žatecké ulici; v roce 1929 tu byla založena Mezinárodní unie loutkářů. Zakladatelem a prvním ředitelem Umělecké scény Říše loutek byl sochař a řezbář Vojtěch Sucharda).     

## Popis
Objekt knihovny umístěný mezi barokním Klementinem a secesní budovou Nové pražské radnice je čtyřkřídlý, se zastřešeným dvorem, v němž je veliká hala s půjčovnou knih. Stavba je podsklepená, suterén a přízemí tvoří železobetonový skelet, patra jsou z větší části zděná.
Vstupní třípatrové křídlo do Mariánského náměstí má 19 okenních os, na obou stranách jsou tříosé rizality s podloubím. Uprostřed tohoto hlavního jižního průčelí obloženého travertinem je mělce vystupující pětiosý portikus zdobený šesti alegorickými figurami od Ladislava Kofránka. Dalším dekorativním prvkem vchodu jsou vitráže od malíře a grafika Josefa Sejpky a ozdobné mříže podle návrhu sochaře a architekta Karla Štipla.
Boční křídla (západní do Valentinské ulice má 24 os, východní do Žatecké ulice 21 os) mají fasády členěné okny různých formátů, římsami a lizény.
V interiérech, které byly pojaty zdobněji než vnější plášť, se spojily dozvuky secese se silným vlivem módního českého art deca dvacátých let 20. století. Na monumentální schodiště a předsálí byl opět použit travertin, umělý kámen a mosaz. Do vestibulu byl v roce 1998 umístěn tzv. Idiom, sloup z 8 000 knih, přezdívaný také „sloup vědění“, v němž zrcadla vytvářejí iluzi nekonečného prostoru (autorem je slovenský výtvarník Matej Krén). Centrální hala má na stropě ornamentální malby od Františka Kysely. 
Levý boční vchod v podloubí s ozdobným tympanonem vede do primátorské rezidence, jejíž vybudování bylo jedním z požadavků původního zadání. Ta je zařízená ve stylu art deco a na její výzdobě spolupracovali mj. František Kysela, Cyril Bouda a Helena Johnová. Kromě oficiálních reprezentačních prostor (vstupní salon, velký recepční sál a jídelní salon) jsou její součástí i další salony, zimní zahrada, primátorský byt a servisní prostory. Rezidenci využíval zejména první pražský primátor Karel Baxa.

## Galerie

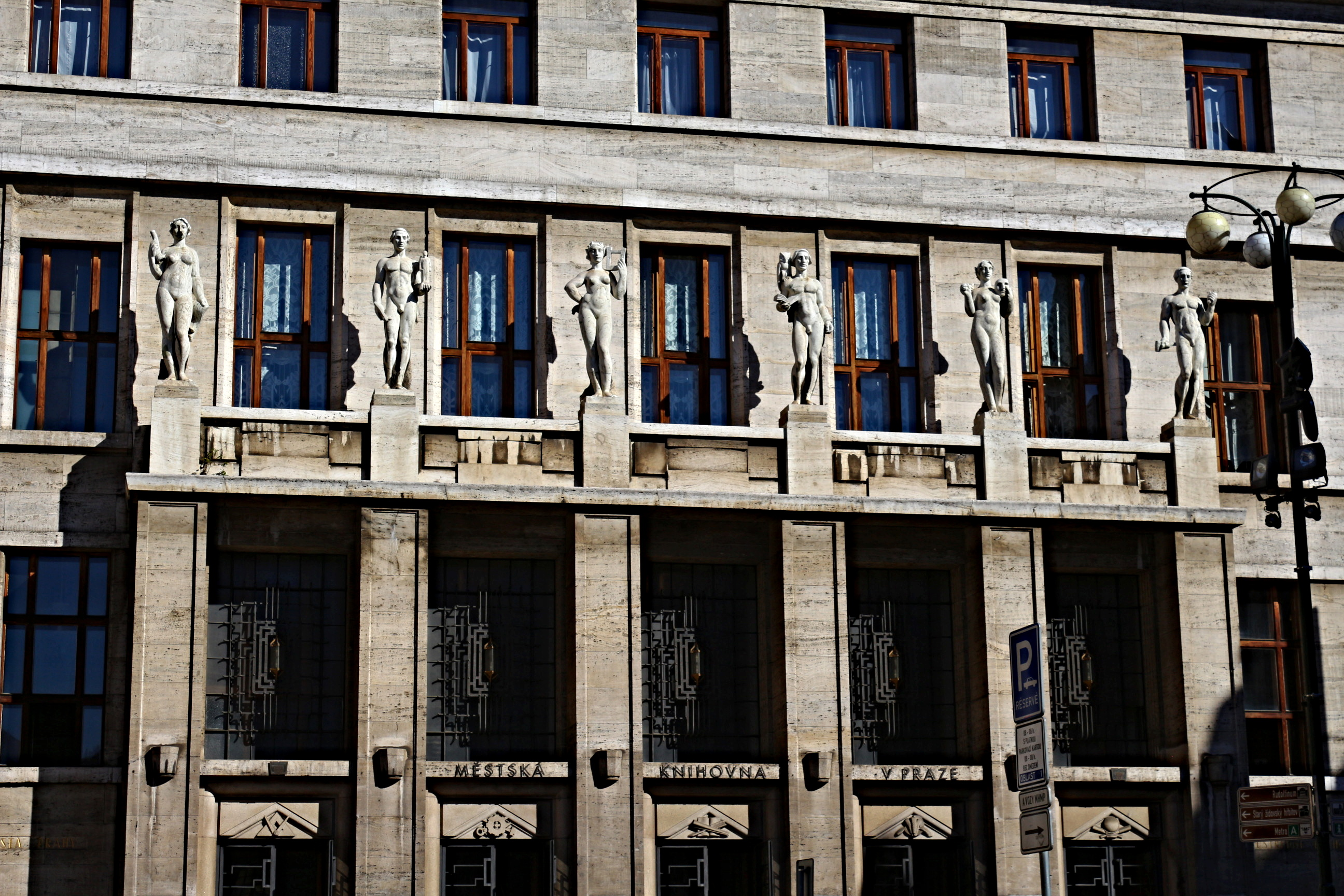
Kofránkovy alegorické postavy
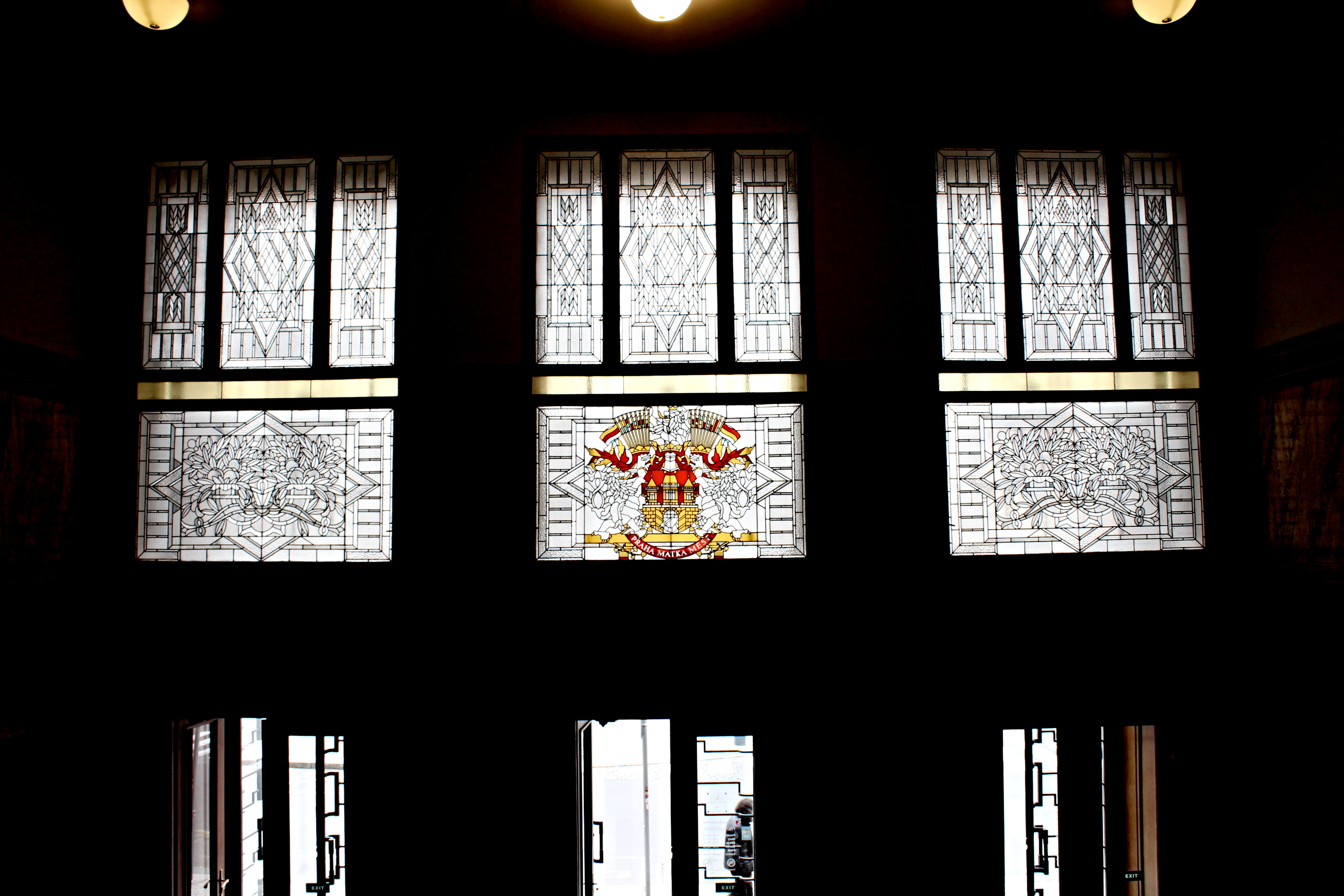
Vitráže od Josefa Sejpky
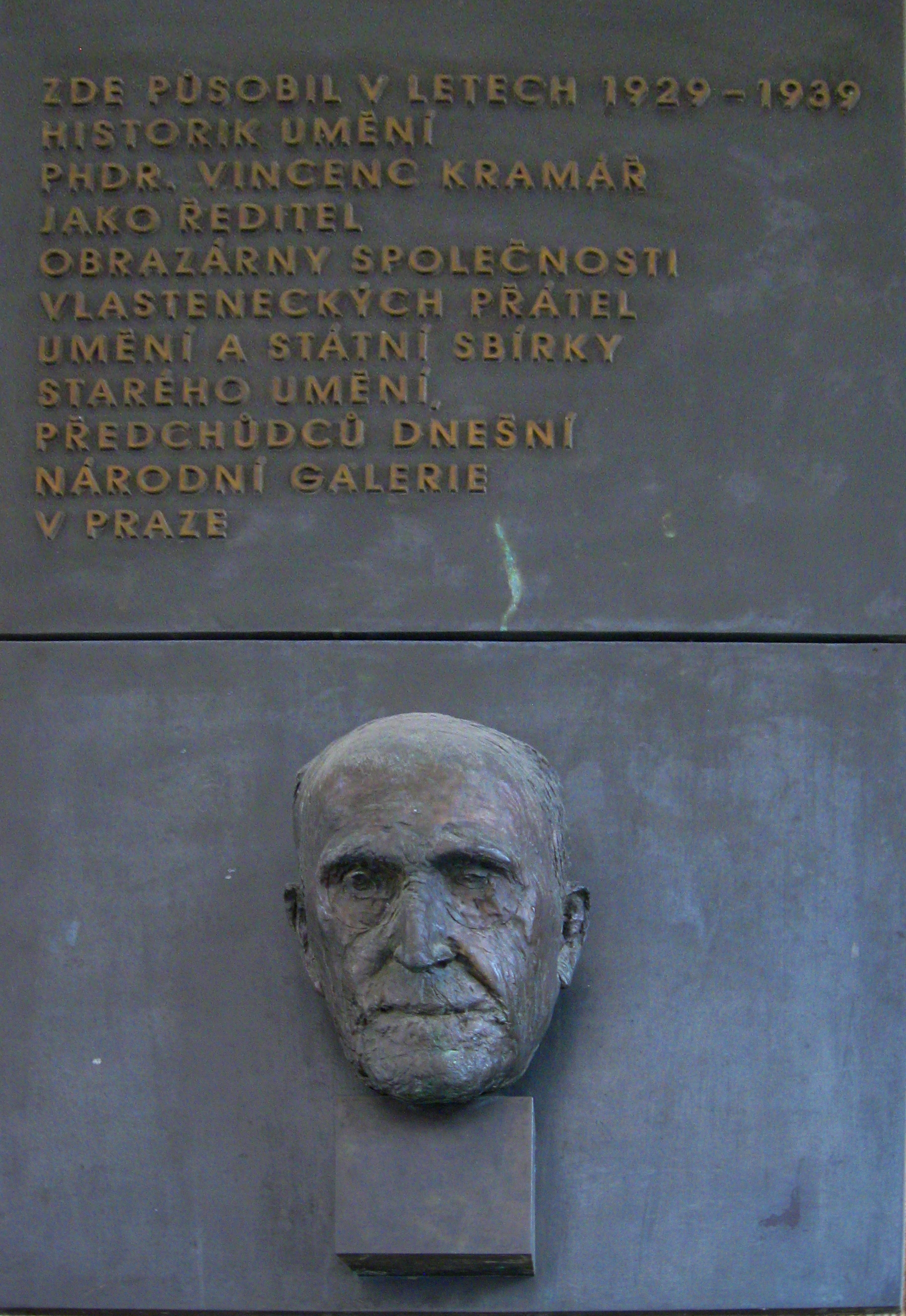
Pamětní deska Vincence Kramáře
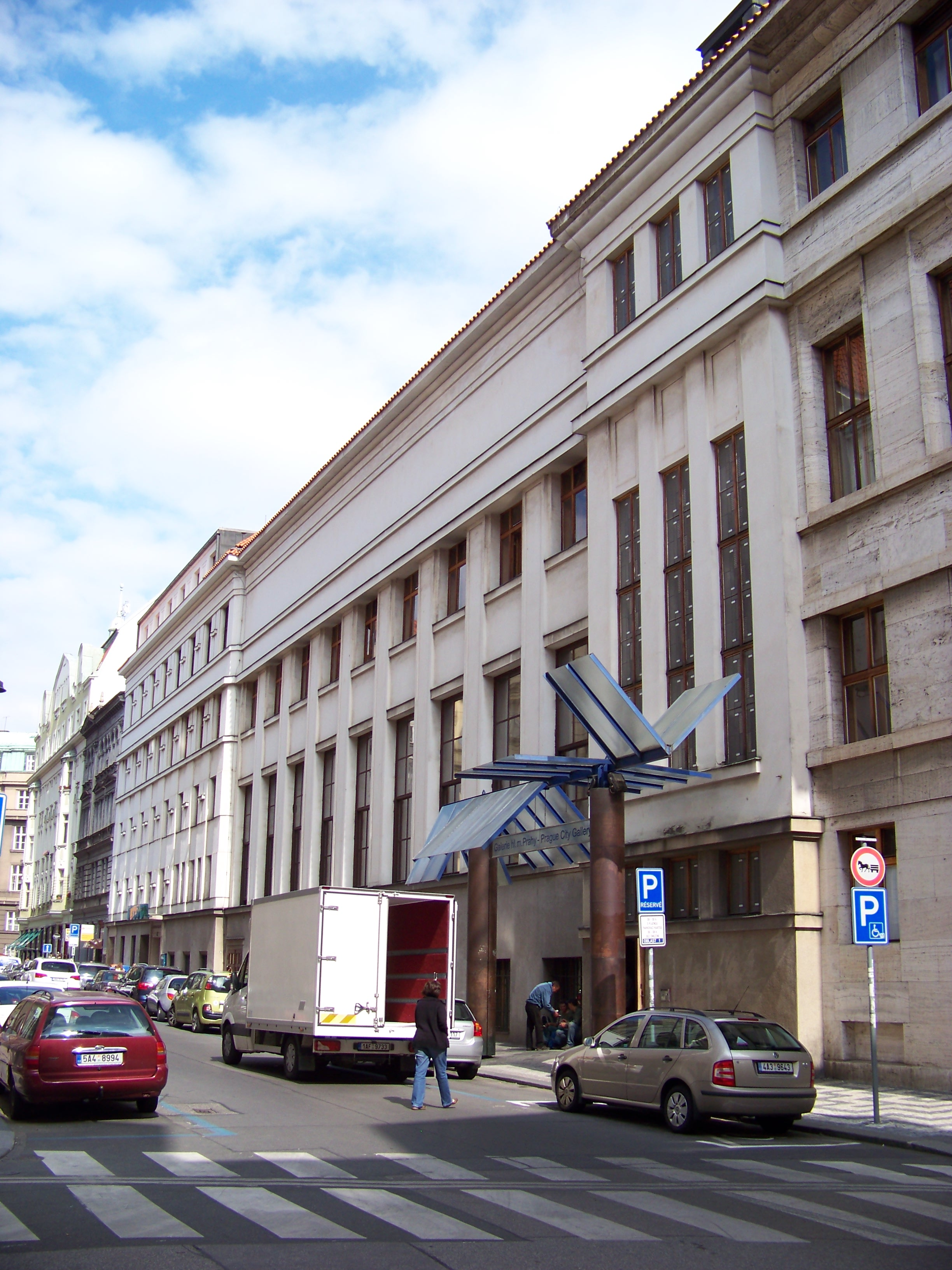
Boční křídlo se vstupem do galerie od Vlada Miluniće (1996)
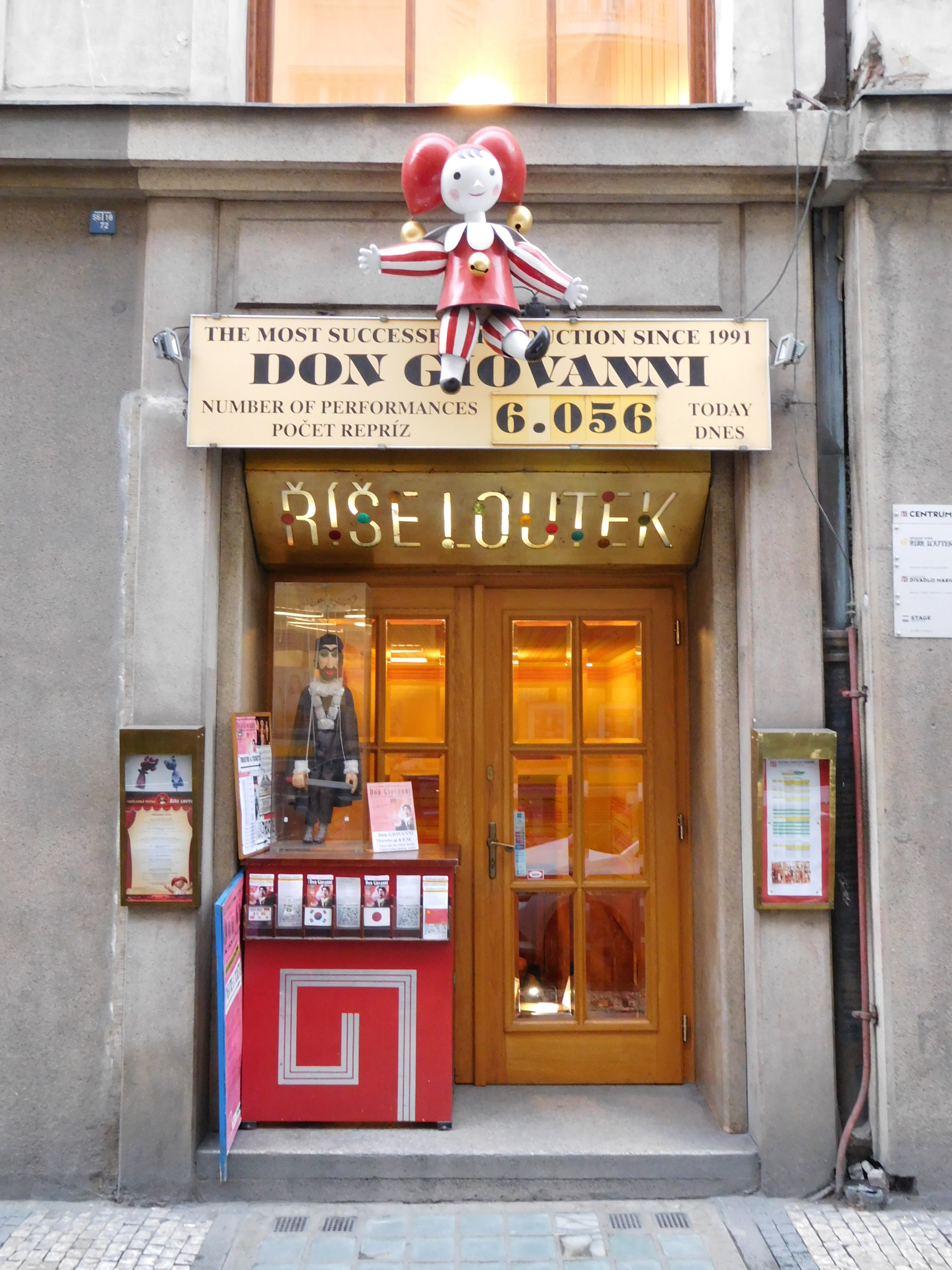
Vstup do Říše loutek
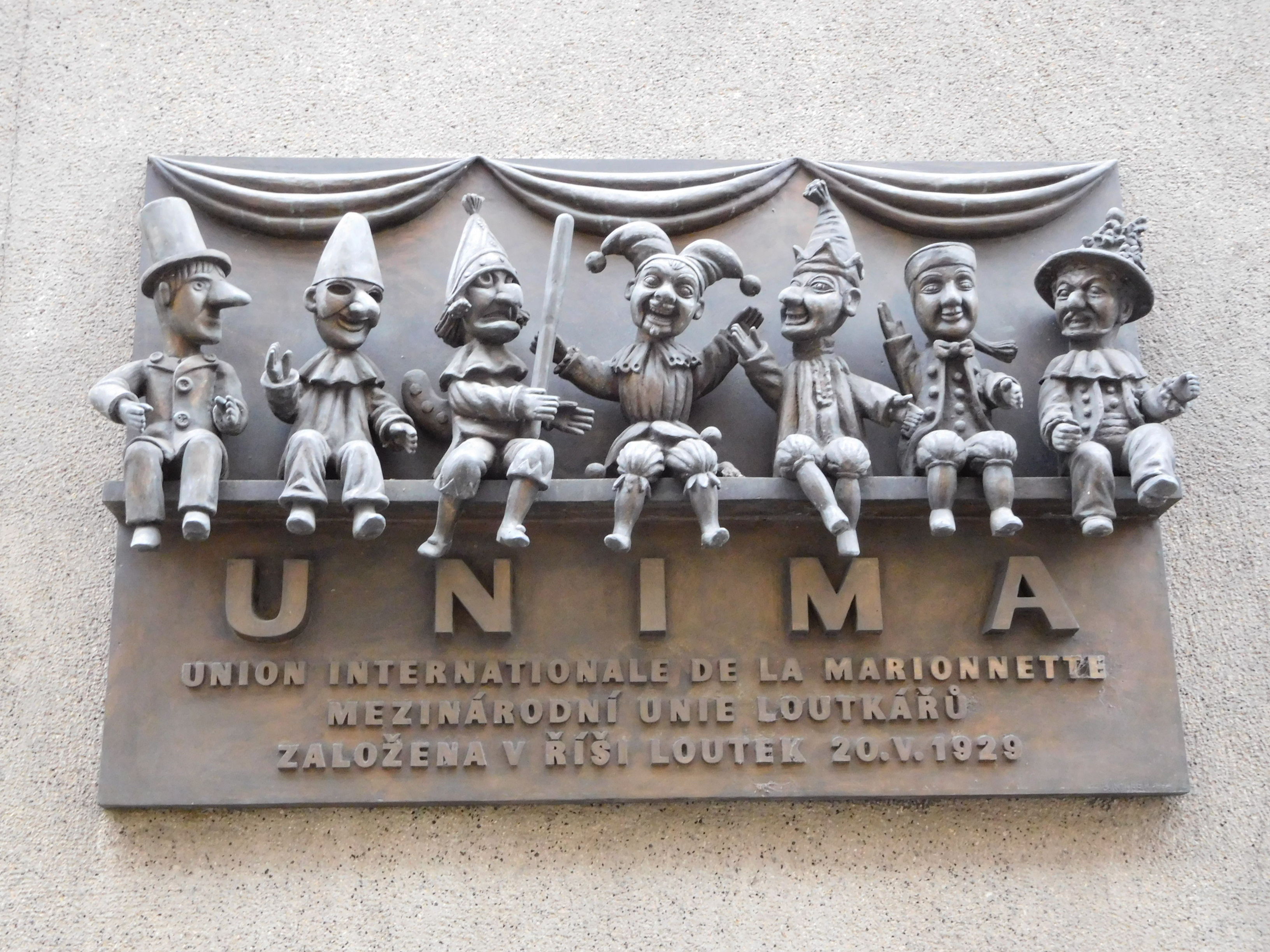
Reliéf vedle vstupu do Říše loutek
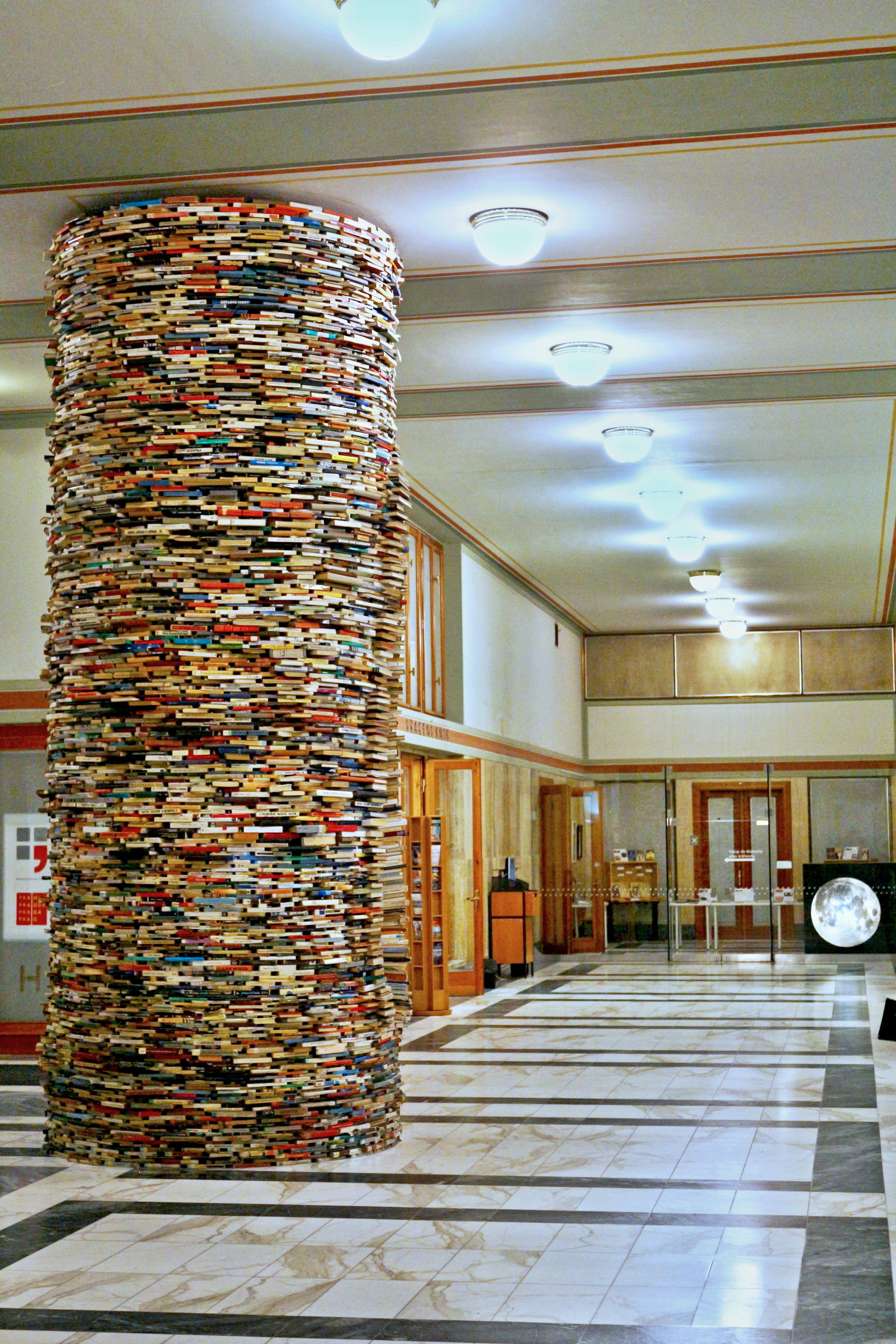
Vstupní foyer se sloupem vědění
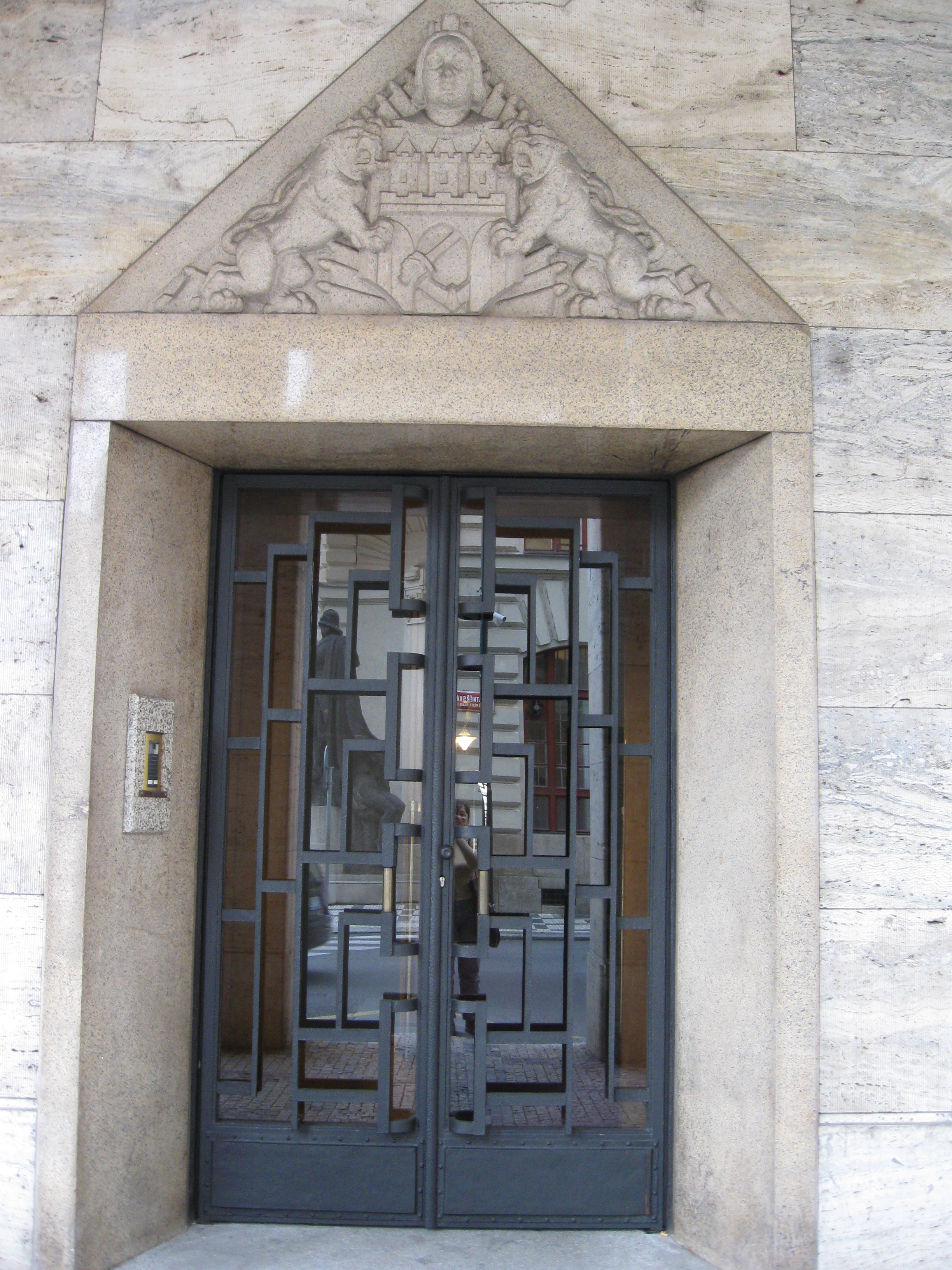
Vstup do primátorské rezidence
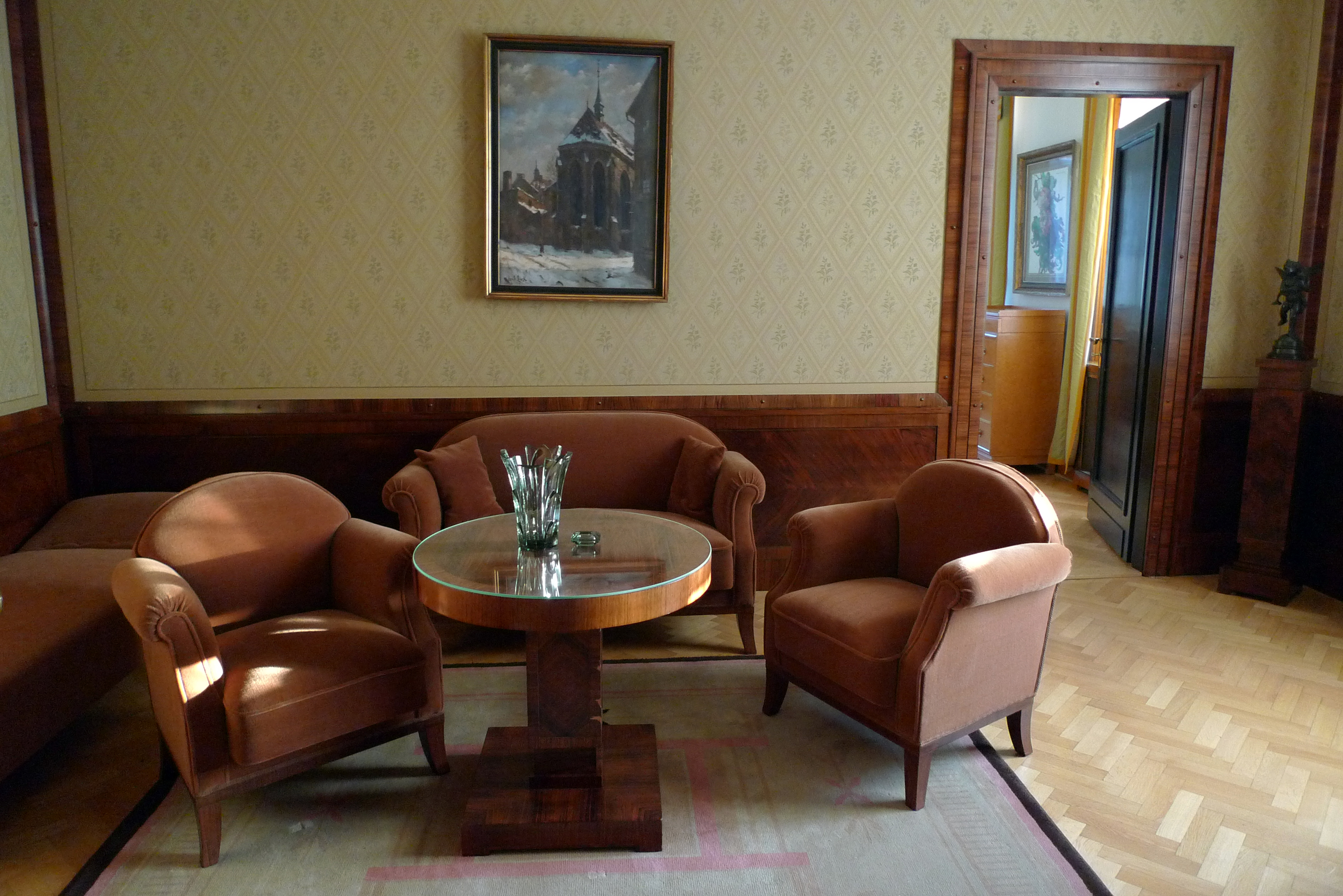
Jeden ze salonků primátorské rezidence